# Selania leplastriana
Selania leplastriana é uma espécie de insetos lepidópteros, mais especificamente de traças, pertencente à família Tortricidae.
A autoridade científica da espécie é Curtis, tendo sido descrita no ano de 1831.
Trata-se de uma espécie presente no território português.